# Vu-lan
Vu lan (chữ Hán: 盂蘭, bính âm: yúlán), còn được gọi là lễ báo hiếu, là một trong những ngày lễ chính của Phật giáo (Đại thừa Bắc tông) và phong tục Việt Nam, Trung Hoa.
Lễ này trùng với Tết Trung nguyên của người Hán và cũng trùng hợp với ngày Rằm tháng 7 Xá tội vong nhân của phong tục Á Đông. Theo tín ngưỡng dân gian, là ngày mở cửa ngục, ân xá cho vong nhân nên có lễ cúng cô hồn (vào buổi chiều) cho các vong linh không nơi nương tựa, không có thân nhân trên Dương thế để thờ cúng, và là ngày mọi tù nhân ở địa ngục có cơ hội được xá tội, được thoát sanh về cảnh giới an lành.
Vào (tháng 7 âm lịch), người Việt Nam, người Trung Quốc theo phong tục dân gian tin là tháng không may mắn và có những điều kiêng kỵ, cũng như là khuyến khích ăn chay và làm việc từ thiện. Ở Việt Nam, tháng 7 âm lịch cũng bị nhiều coi là thời gian xui xẻo nhất trong năm và phải kiêng kỵ nhiều thứ. Có ý kiến cho rằng quan niệm này không có trong phong tục của người Việt.

## Từ nguyên
Vu-lan (chữ Hán: 盂蘭; sa. ullambana) là từ viết tắt của Vu-lan-bồn (盂蘭盆), cũng được gọi là Ô-lam-bà-noa (烏藍婆拏), là cách phiên âm Phạn-Hán từ danh từ ullambana. Ullambana có gốc từ động từ ud-√lamb, nghĩa là "treo (ngược) lên". Thế nên các đại sư Trung Quốc cũng dùng từ Đảo huyền (倒懸), "treo ngược lên" cho từ Vu-lan, hoặc dùng từ  Giải đảo huyền (解倒懸) là dịch ý theo mục đích của Kinh Vu-lan-bồn. Thật ra, từ Giải đảo huyền được các đại sư Trung Quốc lấy ý từ câu: Dân chi duyệt chi do giải đảo huyền dã trong Mạnh Tử, chương 3 Công Tôn Sửu Thượng, chỉ sự giải thoát cho những kẻ khổ sở tột cùng ở cảnh giới Địa ngục.

## Sự tích
Xuất phát từ sự tích về Đại Đức Mục Kiền Liên (một trong 2 đại đệ tử của Phật Thích Ca) với lòng đại hiếu đã cứu mẹ của mình ra khỏi kiếp ngạ quỷ. Vu Lan là ngày lễ hằng năm để tưởng nhớ công ơn cha mẹ (và tổ tiên nói chung) - cha mẹ của kiếp này và của các kiếp trước.
Theo kinh Vu Lan thì ngày xưa, Mục Kiền Liên đã tu luyện thành công nhiều phép thần thông. Mẹ ông là bà Thanh Đề đã qua đời, ông tưởng nhớ và muốn biết bây giờ mẹ như thế nào nên dùng mắt phép nhìn khắp trời đất để tìm. Thấy mẹ mình, vì gây nhiều nghiệp ác nên phải sanh làm ngạ quỷ, bị đói khát hành hạ khổ sở, ông đã đem cơm xuống tận địa ngục để dâng mẹ. Tuy nhiên nghiệp ác đã đến lúc phải trả quả thì không ai có thể ngăn cản được, vì vậy khi thức ăn đưa lên miệng đã hóa thành lửa đỏ.
Cũng theo kinh Vu-Lan-bồn, Mục Kiền Liên quay về tìm Phật để hỏi cách cứu mẹ, Phật dạy rằng:  "Dù ông có thần thông quảng đại như thế nào cũng không đủ sức cứu mẹ ông, chỉ có một cách là nhờ sự hợp lực của chư tăng khắp nơi, sau 3 tháng an cư kiết hạ cùng tập trung chú nguyện mới có thể chuyển hoá được nghiệp lực giúp mẹ ông thoát khỏi cảnh khổ".
Làm theo lời Phật, mẹ của Mục Liên đã được giải thoát. Phật cũng dạy rằng: chúng sanh ai muốn báo hiếu cho cha mẹ cũng theo cách này (Vu-Lan-Bồn Pháp). Từ đó, ngày lễ Vu-lan ra đời.

### Vu Lan bồn kinh
Kinh Vu-Lan-Bồn (chữ Hán:佛說報恩奉盆經, bính âm:Fúshuō Bào'ēn Fèngpén jīng, Hán-Việt: Phật thuyết báo ân phụng bồn kinh, còn gọi là Phật thuyết Vu Lan Bồn kinh) là một bộ kinh Đại thừa, bao gồm một bài giảng ngắn gọn ("pháp thoại") được cho là bởi Đức Phật Thích Ca dạy nhà sư Mục Kiền Liên cách thực hành đạo hiếu, theo đó Phật dạy cách làm thế nào để có được sự giải thoát cho mẹ mình, và cách báo hiếu cha mẹ, những người đã được tái sanh vào cõi âm, bằng cách cúng dường thực phẩm cho Tăng đoàn vào ngày rằm tháng bảy, và nhờ lời chư Tăng chú nguyện mà được cứu độ.
Truyền thống Phật giáo cho rằng kinh này đã được dịch từ tiếng Phạn bởi cao tăng Trúc Pháp Hộ (chữ Hán:竺法護, sa. Dharmarakṣa, Đàm Ma La Sát) dịch vào khoảng cuối thế kỷ thứ III đầu thế kỷ thứ IV. Tuy nhiên, các học giả gần đây thừa nhận rằng kinh này ban đầu không có gốc từ Ấn Độ mà được trước tác tại Trung Quốc vào giữa thế kỷ thứ sáu. Văn bản gốc do Trúc Pháp Hộ dịch (hoặc được viết trong thời đại của ông) còn lưu lại đều không đề cập đến nhân thân của Tôn giả Mục Kiền Liên và câu chuyện của mẹ ông, mà chỉ trong các tác phẩm của người đời sau tại Trung Quốc, như Mục Kiền Liên minh gian cứu mẫu biến văn được xác định viết vào khoảng từ thế kỷ thứ V đến cuối thế kỷ thứ X, mới có kể về sự tích trên.
Cũng có giả thuyết cho rằng, câu chuyện Mục Kiền Liên là biến tấu từ chuyện Ưu Đa La mẫu đọa ngạ quỷ duyên, gọi tắt là kinh Ưu Đa La mẫu có viết trong mục "Chuyện ngạ quỷ" của bộ Tiểu bộ kinh, chỉ thay tên nhân vật từ Ưu Đa La (Uttara hay là Uttaramātu) thành Mục Kiền Liên và thay tên người giảng là một tỳ kheo thành lời giảng của đức Phật.

## Quan niệm
Theo quan niệm của dân gian thì ngày rằm tháng Bảy âm lịch Diêm Vương cho các âm hồn lên dương trần hưởng lộc. Theo đó mọi gia đình làm cỗ cúng gia tiên những người đã khuất, thậm chí còn đốt cả vàng mã. Ngoài ra còn có lễ vật cúng cho cô hồn lang thang, vất vưởng, không người hương khói. Lễ vật này thường là món ăn thông thường như cơm, cháo, bỏng gạo, xôi, chè kho, bánh đa, hoa quả hay gạo muối... Ngày nay, các gia đình có người mới mất có thể làm cỗ chay, đồ chay trong ngày này. Hình thức cho âm hồn hưởng lộc có nhiều cách như đổ cơm, cháo vào các lá cây, vườn..., rắc gạo, muối ra sân, ngõ... để các vong hồn cô đơn hay già yếu dễ hưởng thụ. Những lễ vật khi cúng xong có thể chia tán cho trẻ nhỏ để lấy may, lấy phước.

## Truyền thống lễ nghi

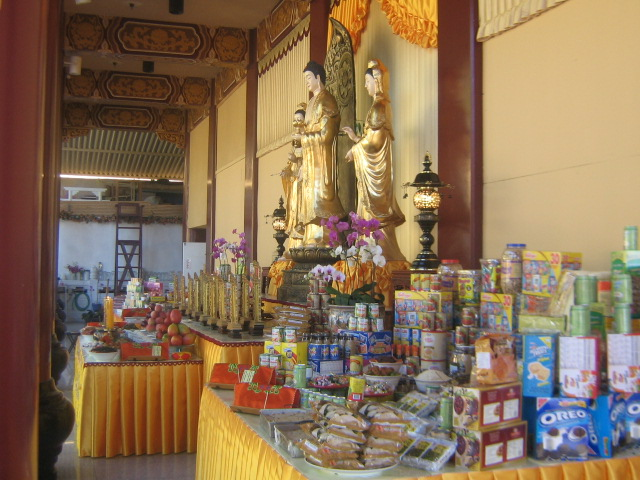
Cúng trên chùa

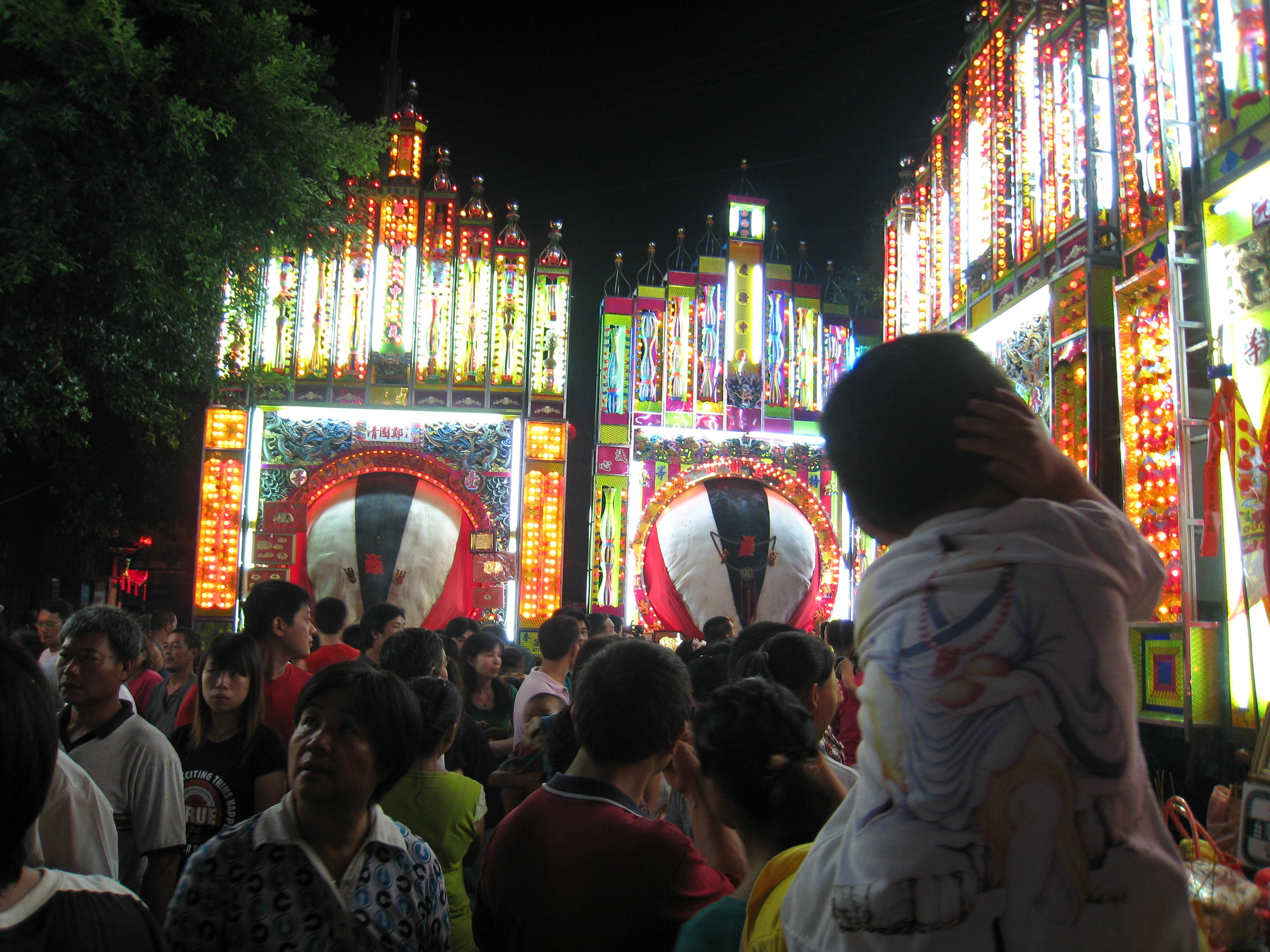
Tết Trung Nguyên tại Đài Loan

Trong một số nước Á Đông, ngày lễ này thường được tổ chức vào ngày 15 tháng 7 (Âm lịch), để tỏ hiếu với cha mẹ, ông bà và cũng để giúp đỡ những linh hồn đói khát.
Ngoài ra, còn có cúng dường, làm phước, phóng sinh, bố thí để hồi hướng công đức cho cha mẹ.

### Trung Quốc
Trong văn hóa Trung Hoa, ngày rằm tháng bảy âm lịch thuộc Tiết Trung Nguyên và được gọi là Ngày ma (hồn người chết) và tháng thứ bảy nói chung được coi là Tháng ma (鬼月, Quỷ nguyệt), trong đó những con ma và linh hồn, bao gồm cả của tổ tiên đã qua đời, đến từ các cõi âm. Cùng với lễ Thanh minh (vào mùa xuân) và Trùng cửu (vào mùa thu), con cháu còn sống tỏ lòng tôn kính đối với tổ tiên đã qua đời của họ, trong Lễ hội hồn ma, người chết được cho là về thăm những người sống.
Vào ngày thứ mười lăm, cõi thiên đàng và địa ngục và cõi người sống mở cửa và cả tín đồ Đạo giáo và Phật giáo sẽ thực hiện các nghi lễ để chuyển hóa và giải oan khổ của người quá cố. Trọng tâm cho Tháng âm hồn là tín ngưỡng thờ cúng tổ tiên, nơi mà theo truyền thống hiếu thảo của con cháu đối với tổ tiên của họ kéo dài ngay cả sau khi tổ tiên đã qua đời. Các hoạt động trong tháng này sẽ bao gồm việc chuẩn bị thực phẩm cúng dường nghi lễ, đốt hương, đốt giấy vàng mã, một dạng hiện vật bằng giấy như quần áo, vàng và hàng hóa tốt khác để cúng dường tổ tiên khi họ về thăm. Bữa ăn được chuẩn bị chu đáo (thường là ăn chay) sẽ được phục vụ với các ghế trống cho mỗi người quá cố trong gia đình và đối xử với những người đã chết như thể họ vẫn đang còn sống.

### Việt Nam

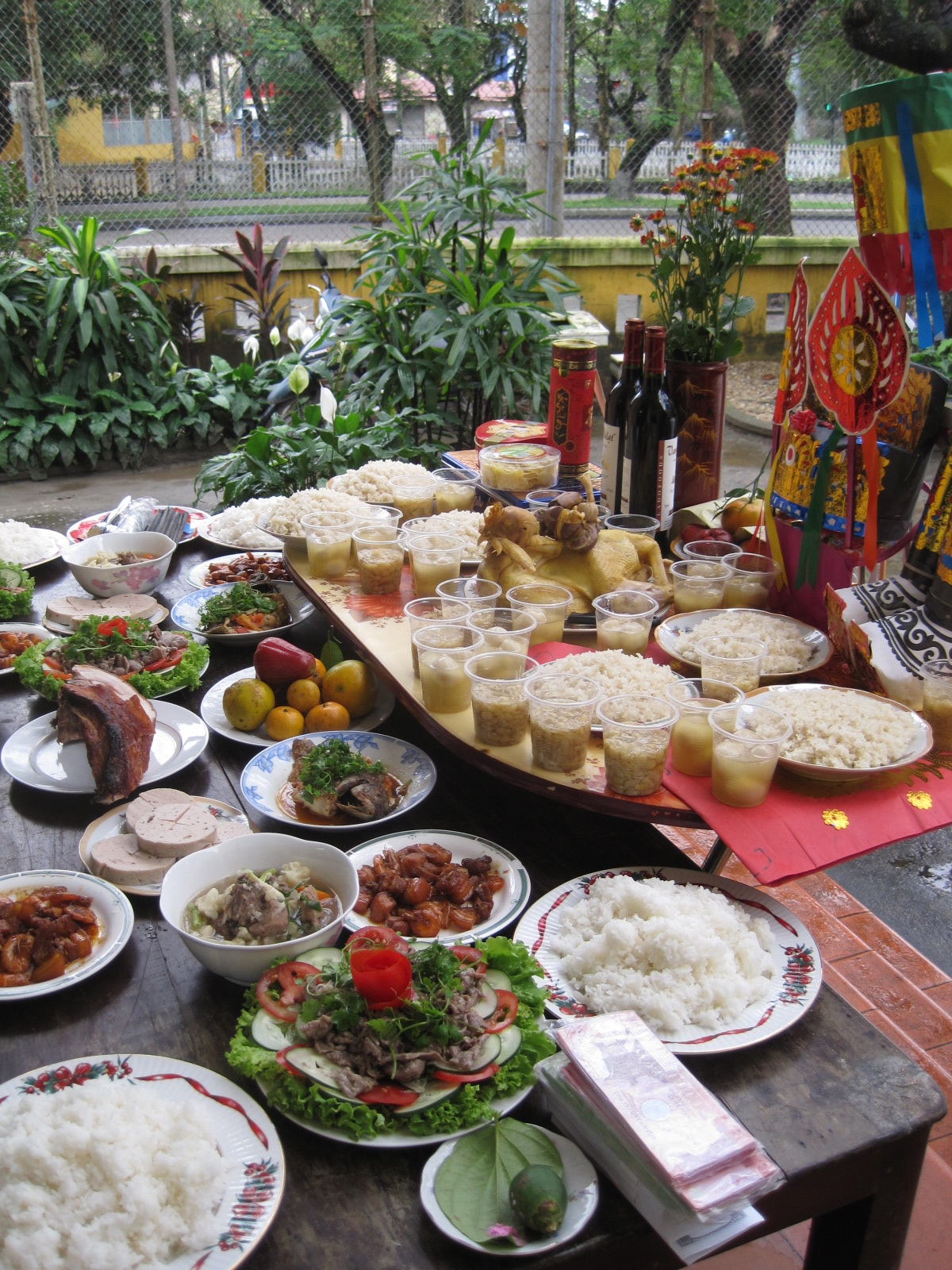
Mâm cơm cúng ngoài trời, tại Huế

Tại Việt Nam, việc cúng Rằm tháng Bảy bao giờ cũng phải cúng ở chùa (thờ Phật) trước, rồi mới đến cúng tại gia. Lễ này thường được làm vào ban ngày, tránh làm vào ban đêm, khi Mặt Trời đã lặn. Ngoài ra, theo truyền thống tín ngưỡng thờ cúng tổ tiên trong dân gian, ngày này là ngày "Xá tội vong nhân" nên nhiều nhà có mâm cơm cúng trước nhà, để cúng những vong linh bơ vơ không gia đình, còn gọi theo dân gian là "cúng cô hồn, "cúng thí thực" (tặng thức ăn).
Vào ngày này, mọi gia đình đều cúng hai mâm: cúng tổ tiên tại bàn thờ tổ tiên và cúng chúng sinh (cúng thí thực hay cúng cô hồn) ở sân trước nhà hoặc trên vỉa hè (nếu đường rộng), thời gian cúng là vào buổi chiều.
Trên mâm cúng tổ tiên, gia đình bày đặt một mâm cỗ mặn, tiền vàng và cả những vật dụng dành cho người cõi Âm tức đồ mã làm bằng giấy có tính tượng trưng nhưng hình dạng giống như đồ thật như quần áo, giày dép, quần áo, tiền vàng mã, ngựa, các vật dụng trang sức, người giúp việc,...... đến những vật hiện đại: nhà cao tầng, xe ô tô, xe máy, điện thoại, tủ lạnh, tivi,... để cho người cõi Âm có được một cuộc sống tiện nghi giống như người Dương trần. Những đồ lễ đó thường được làm tại các cơ sở sản xuất (nổi tiếng là khu phố vàng mã ở Chợ Lớn TP.HCM" được vận chuyển đi khắp các tỉnh thành.
Trên mâm cúng cô hồn thì lễ vật gồm có: quần áo giấy với nhiều màu sắc (xanh biển, tím, hồng, cam, vàng, xanh lá), các loại bánh kẹo, chè lam, kẹo vừng, kẹo dồi, bánh quế, 12 chén cháo loãng (cháo hoa), tiền vàng mã, nước suối hoặc rượu nếp, bia, chén muối, chén gạo, ngô, khoai lang, khoai tây, củ sắn (củ mì), trái cây [cóc, ổi, mía, chôm chôm, đậu phộng (lạc)]...
Tại các chùa và hội đoàn Việt Nam, vào ngày lễ Vu Lan thường có nghi thức "Bông hồng cài áo", là cài bông hồng cho những ai còn mẹ và bông trắng cho những ai mất mẹ, nhắc nhở về lòng hiếu thảo và tình người. Nghi thức này do Thiền sư Thích Nhất Hạnh khởi xướng trong cuốn sách viết năm 1962. Một số địa phương có tục lệ riêng như ở Quy Nhơn thì dân chúng xếp thuyền giấy rồi thả ra biển để tưởng nhớ những ai ra khơi rồi mất tích như hồi thập niên 1980-90 với nạn thuyền nhân vượt biên.

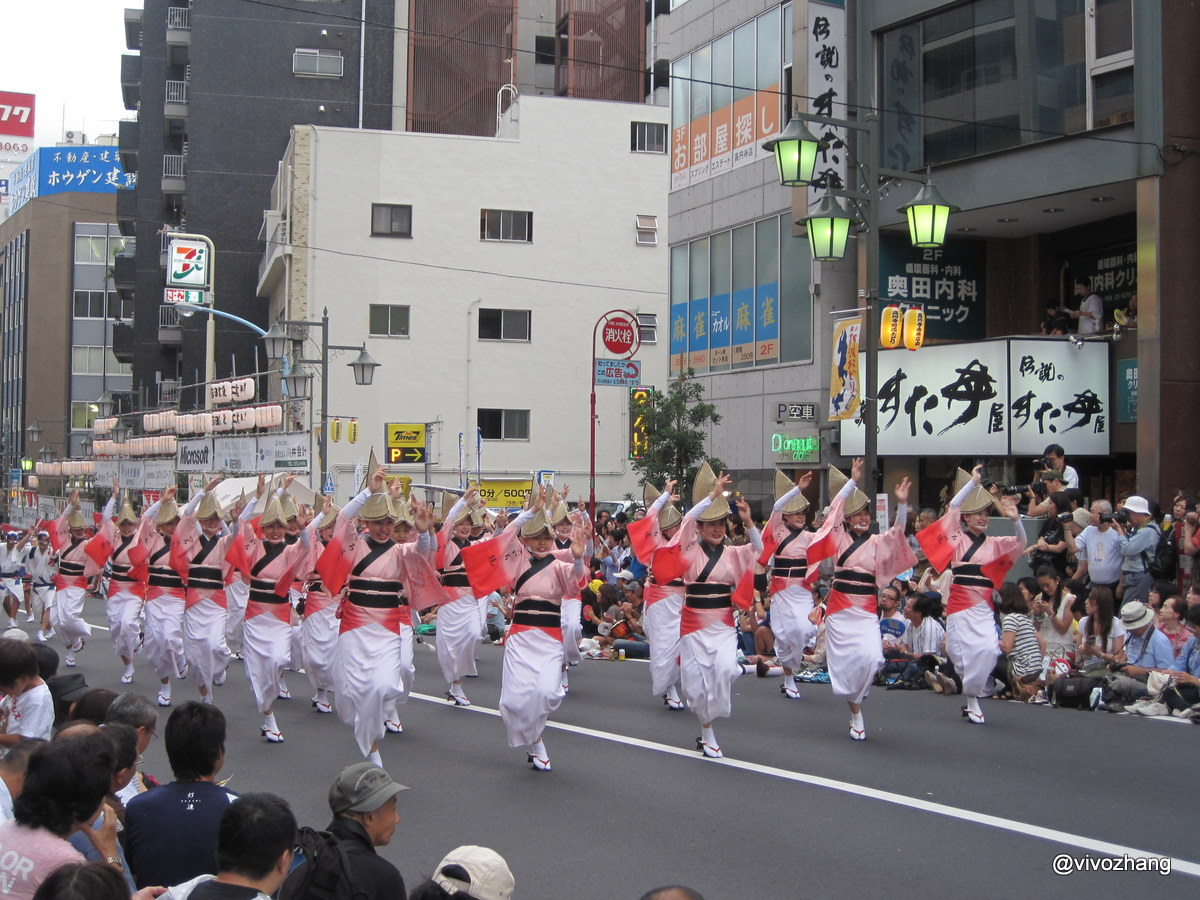
Diễn hành múa dân gian tại Tokyo, Nhật năm 2011

Vào "tháng cô hồn", nhiều người Việt Nam tin là tháng không may mắn và có những điều kiêng kỵ như không mua sắm, không đi chơi đêm, không nhổ lông chân, không phơi quần áo, không bơi lội... và tùy vùng còn có thêm những kiêng kỵ khác như không khai trương, mở cửa hàng, lập gia đình, xây nhà,... Nhiều người còn kiêng cữ và ăn chay trong tháng 7 nên các hàng quán bán thức ăn mặn và rượu bia (như tại Thành phố Hồ Chí Minh) buôn bán ế ẩm và thường đóng cửa sớm. Tuy vậy theo hòa thượng Thích Bảo Nghiêm - Phó chủ tịch Hội đồng trị sự Trung ương Phật giáo Việt Nam - quan niệm của người Việt là không có tháng cô hồn, mà chỉ có tháng xá tội vong nhân. Do đó, thay vì cúng bái, tôn thờ những điều mê tín, con người nên hướng tới những điều thiện, như xá tội vong nhân và báo hiếu với cha mẹ, ông bà.

### Nhật Bản
Tại Nhật Bản ngày lễ này được tổ chức vào ngày 15 tháng 8 dương lịch (có địa phương vào ngày 15 tháng 7), gọi là Obon (お盆?) hay là Bon (盆?), nói tắt của chữ urabon'e hay Vu-lan-bồn Hội (盂蘭盆會), thường kéo dài 3 ngày. Vào những ngày này, người Nhật thường có hỏa thiêu lễ vật và vào đêm cuối, Tōrōnagashi (灯籠流し), thả những chiếc đèn nổi trên sông để hướng dẫn linh hồn người quá cố. Theo truyền thống, kết hợp với một lễ hội múa dân gian, mỗi địa phương có sự tổ chức khác nhau. Để tỏ những ước nguyện của mình, người ta viết ước nguyện rồi treo vào cây trúc với mong ước điều ước đó sẽ trở thành hiện thực.

### Các quốc gia khác
Lễ Tết Trung Nguyên và truyền thống lễ cúng ông bà cũng tương đương với lễ Miryang baekjung nori (Hangul: 밀양백중놀이; Hanja: 密陽百中놀) ở Hàn Quốc, Pchum Ben / Sen Đôn-ta បុណ្យភ្ជុំបិណ្ឌ ở Campuchia và người Khmer, Boun khao padap din ở Lào, mataka dānēs hoặc matakadānaya ở Sri Lanka, Sart Thai (Thai: สารทไทย) ở Thái Lan.

## Hình ảnh

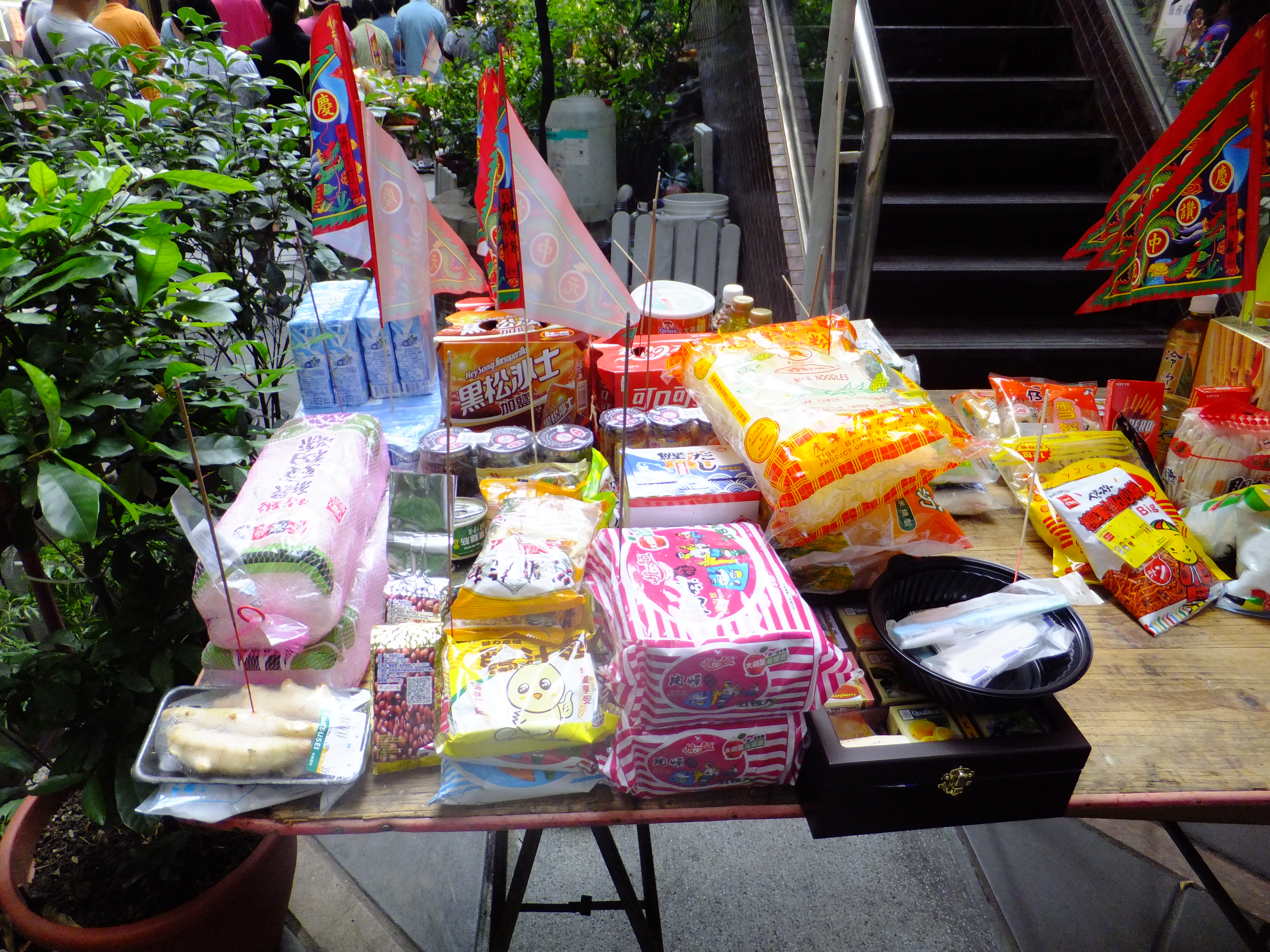
Cúng cô hồn tại Đài Loan
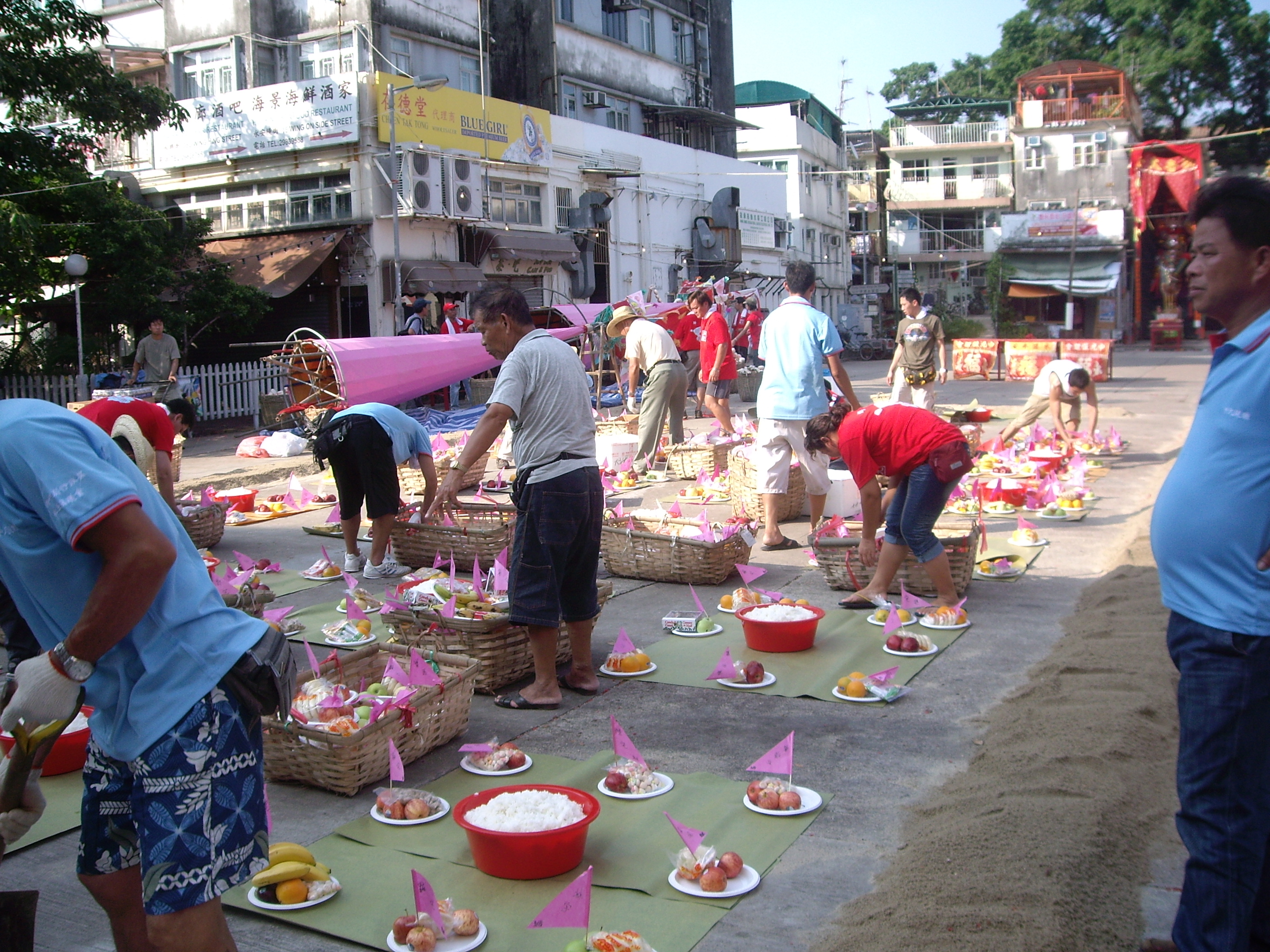
Chuẩn bị các phần phẩm vật cho lễ cúng cô hồn tại Hồng Kông
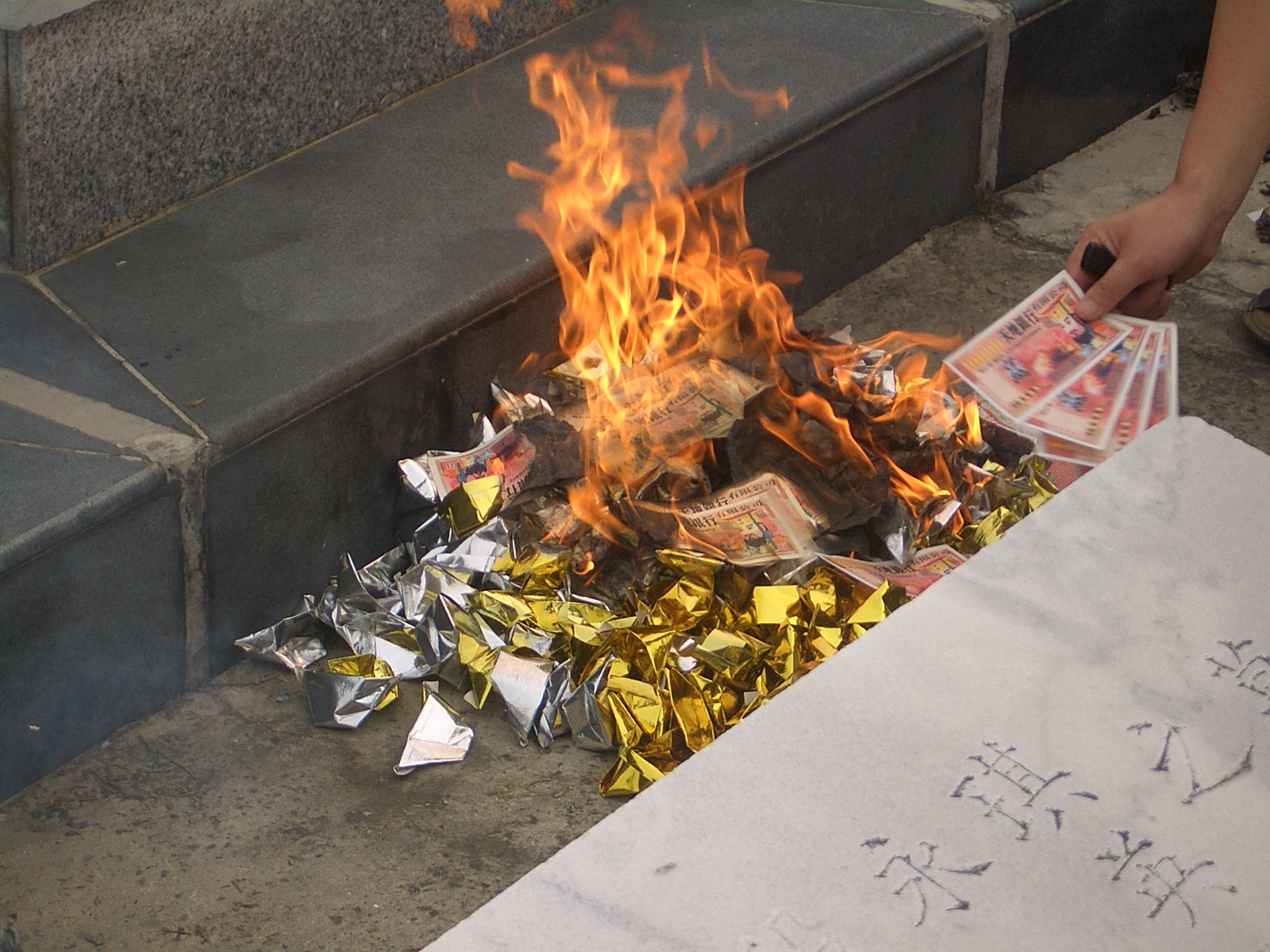
Hóa vàng
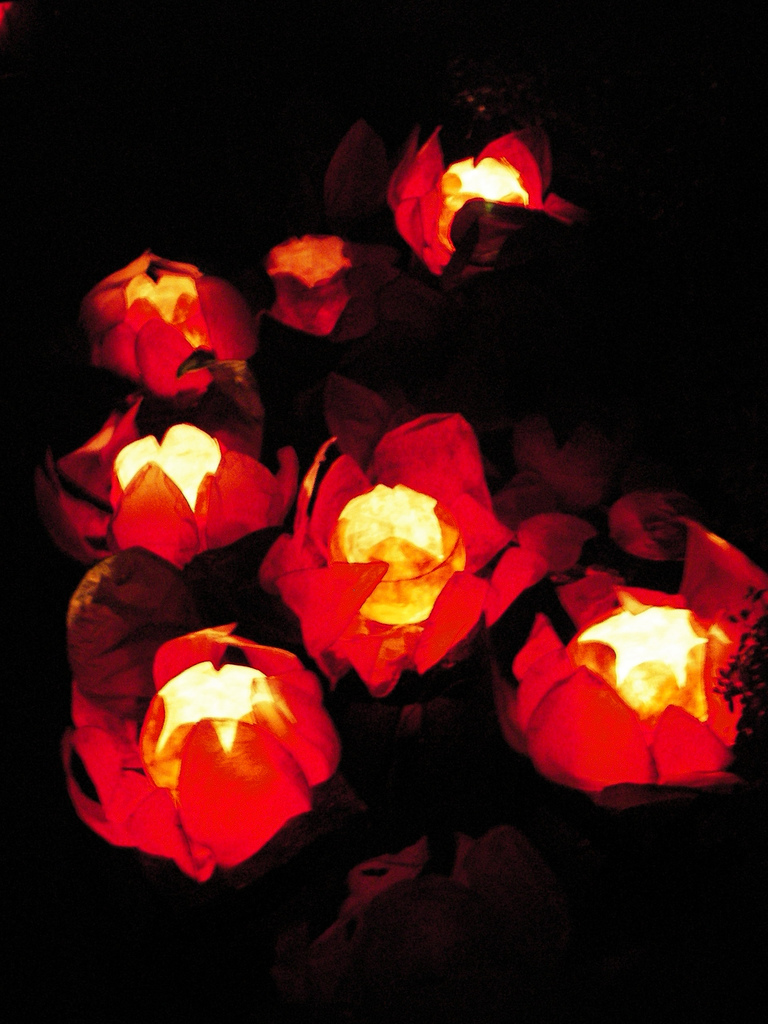
Đèn nổi thả trên sông
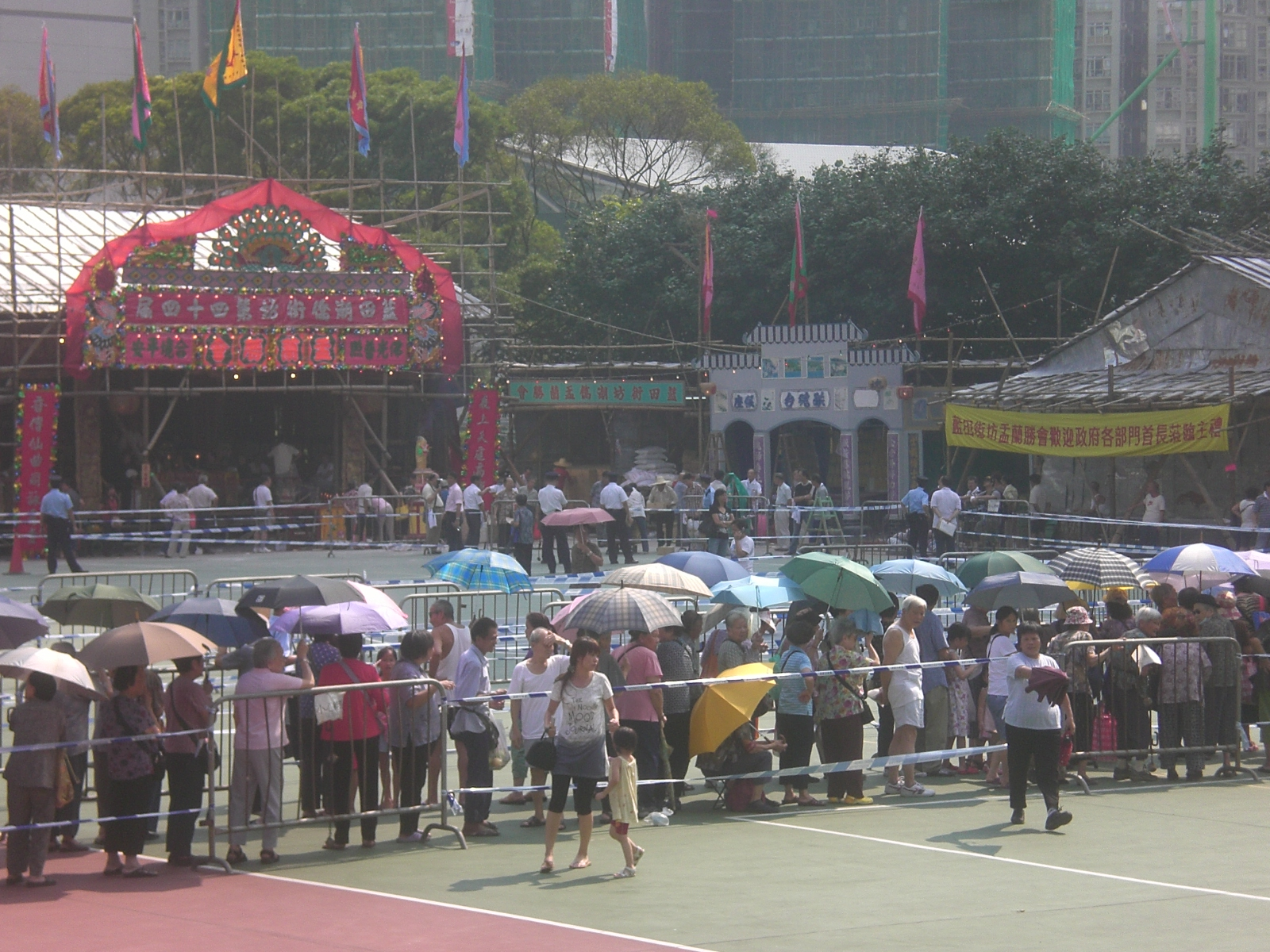
Lễ hội Vu Lan tại Hong Kong
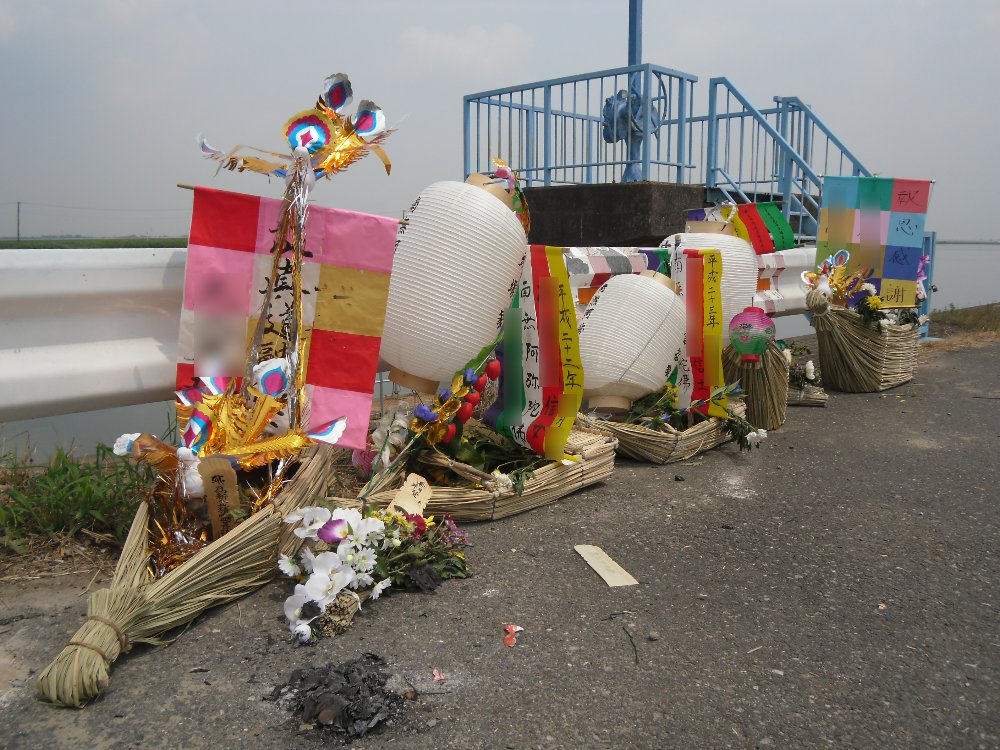
Lễ vật đặt ở bờ sông và sẽ được đốt vào đêm cuối, tại Nhật
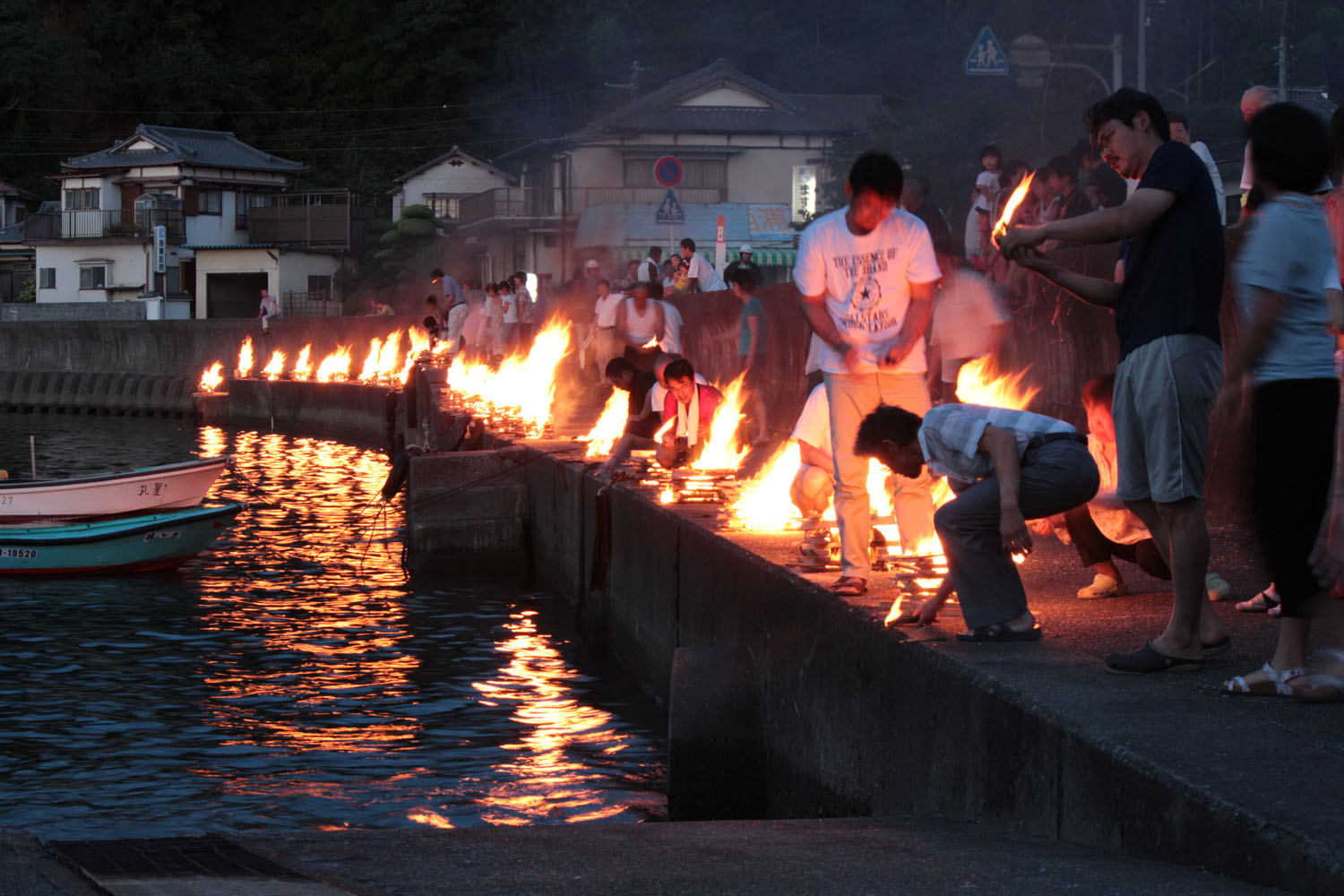
Hóa vàng lễ vật tại bờ sông tại Nhật